# Die schönsten deutschen Heimat- und Vaterlandslieder
 (février 2020).
Albums de Heino
Hurra, wir fahr’n ins Grüne
(1980) Die Liebe ist das Gold des Lebens
(1980)
Die schönsten deutschen Heimat- und Vaterlandslieder (en français, Les plus belles chansons du Heimat et de la patrie allemands) est un album de Heino publié en 1980.

## Histoire
L'album sort en 1980 comme le numéro 6 de la Familien-Bibliothek deutscher Lieder, des labels EMI Electrola et Hörzu. La série comprend un total de huit doubles-albums, rassemblés par Ralf Bendix et traitant chacun d'un sujet unique. Erich Brecht est l'arrangeur et Kurt G. Lorbach est impliqué dans la production en tant qu'ingénieur du son. La couverture montre le Hermannsdenkmal dans la forêt de Teutberg.

## Chansons
Il contient de vieilles chansons allemandes, principalement du XIXe siècle. Certaines de ces chansons furent utilisées par les nazis, réarrangées ; certaines ont un nouveau texte, mais d'autres sont interprétées avec le texte original à l'époque nazie. Certains titres se trouvent dans le recueil de chansons des SS.
Face 1
1. Riesengebirglers Heimatlied (Paroles : Othmar Fiebiger, Musique : Vinzenz Hampel)
2. Schlesier-Lied (Kehr ich einst zur Heimat wieder) (P: Johannes Reinelt, M: Paul Mittmann)
3. An der Weser (P: Franz von Dingelstedt, M: Gustav Pressel)
4. Preisend mit viel schönen Reden (P: Justinus Kerner, M: inconnu)
5. Schleswig-Holstein, meerumschlungen (P: Matthäus Friedrich Chemnitz, M: Carl Gottlieb Bellmann)
6. Land der dunklen Wälder (P: Erich Hannighofer, M: Herbert Brust)

Face 2
1. Der Gott, der Eisen wachsen ließ (P: Ernst Moritz Arndt, M: Albert Methfessel)
2. Flamme empor (P: Johann Heinrich Christian Nonne, M: Christian Friedrich Daniel Schubart)
3. Südwestlied (P: Heinz Anton Klein-Werner, M: inconnu)
4. Freiheit, die ich meine (P: Max von Schenkendorf, M: Karl August Groos)
5. Wenn alle untreu werden (deutsches Freiheitslied) (P: Max von Schenkendorf, M: inconnu)
6. Ich bete an die Macht der Liebe (P: Gerhard Tersteegen, M: Dmitri Bortnianski)

Face 3
1. Niedersachsenlied (Von der Weser bis zur Elbe) (M & P: Hermann Grote)
2. Märkische Heide (M & P: Gustav Büchsenschütz)
3. Als die Römer frech wurden (P: Joseph Victor von Scheffel, M: inconnu)
4. O, du wunderschöner deutscher Rhein (P: W. Matthias, M: Rudolf Förster)
5. Westfalenlied (P: Emil Rittershaus, M: Peter Johann Peters)
6. Berlin Medley
Das ist Berlin (P: Hans H. Zerlett, Bruno Balz, M: Leo Leux)
Durch Berlin fließt immer noch die Spree (P: Robert Gilbert, M: Jean Gilbert)
Das ist der Frühling von Berlin (P: Willi Kollo, M: Walter Kollo)
Das macht die Berliner Luft (P: Heinrich Bolten-Baeckers, M: Paul Lincke)

Face 4
1. Wohlauf Kameraden, aufs Pferd (P: Friedrich Schiller, M: Christian Jakob Zahn)
2. Zu Mantua in Banden (Andreas Hofer) (P: Julius Mosen, M: Leopold Knebelsberger)
3. Glückauf, Glückauf, der Steiger kommt (M & P: inconnu)
4. Steh ich in finstrer Mitternacht (P: Wilhelm Hauff, M: Friedrich Silcher)
5. Ich hatt’ einen Kameraden (P: Ludwig Uhland, M: Friedrich Silcher)
6. Teure Heimat (Gefangenenchor aus Nabucco) (T & M: Giuseppe Verdi)

## Controverses
Le 17 mars 2018, le ministère du Heimat, des Communes, de la Construction et de l'Égalité des chances du Land de Rhénanie-du-Nord-Westphalie organise le premier congrès du Heimat du Land à Münster, auquel le ministère a invité les 47 "ambassadeurs du Heimat" de la Rhénanie-du-Nord-Westphalie. Cependant, le seul invité qui se présente est Heino avec sa femme Hannelore Kramm. Heino remet au ministre Ina Scharrenbach le double album. Le ministre et Heino posent avec le disque dans une photo de presse,.
Le Westdeutsche Zeitung rend compte en premier du contenu explosif de l'album. Christian Dahm, vice-président du groupe parlementaire SPD en Rhénanie du Nord-Westphalie, exprime des critiques, suivies par Sven Wolf, l'autre porte-parole du groupe politique. En collaboration avec Stefan Kämmerling, Wolf pose une question au parlement du Land.
L'une des chansons controversées était Der Gott, der Eisen wachsen ließ avec ses paroles martiales, de même que Wenn alle untreu werden, reprise par les nazis.
Heino souligne que ses chansons furent vérifiées par des historiens et que beaucoup de ces chansons furent détournées par les nazis. De plus, aucune des chansons n'a son origine à l'époque nazie. Ina Scharrenbach se défend également contre ses détracteurs.